# 高隈山地
高隈山地（たかくまさんち）は、大隅半島中央部の鹿児島湾沿いに連なる山地である。一般には鹿児島県鹿屋市と垂水市との境界付近に横たわる南北約25km、東西約15kmの山地を指し、その中心部にそびえる大箆柄岳や御岳などを含む標高1,000m以上の山岳群を総称して高隈山（たかくまやま）と呼ぶ。
日本におけるブナ林の南限があり、「森林生物遺伝資源保存林」に指定されている。また、高峠、大隅湖、猿ヶ城渓谷などの景勝地は「高隈山県立自然公園」に指定されている。

## 地質
地質学における高隈山地は高隈山付近から霧島山の南東付近まで連なる南北約60キロメートルの山地を指す。白亜紀に堆積した四万十層群と呼ばれる地層が隆起したものを基盤とし、阿多カルデラ、姶良カルデラ、加久藤カルデラなどの火山活動による噴出物が積み重なっている。
大箆柄岳の西側斜面には第三紀に形成された直径約7キロメートルの花崗岩ドーム「高隈花崗岩体」があり、その周辺部にタングステン、モリブデン、金、ビスマス、ウランなどの鉱脈が存在する。大箆柄岳や御岳などの山塊は、花崗岩の形成に伴い周辺の地層が加熱され緻密なホルンフェルスとなったため侵食から取り残されたものである。

## 歴史
古くから山岳信仰の対象とされており、江戸時代末期の毎年3月から4月にかけて盆山、大箆柄岳、小箆柄岳、妻岳、権現岳、中岳、近戸宮を巡る七岳参詣が行われていた。盆山、大箆柄岳、小箆柄岳、妻岳は樹木を御神体としていた。

## 主な山岳
- 高隈山 - 日本三百名山及び九州百名山に選定されている。
  - 大箆柄岳（おおのがらだけ）- 最高峰、標高1,236m[2]
  - 小箆柄岳
  - 御岳
  - 妻岳
  - 横岳
- 高峠
- 鵃岳（びしゃごだけ）
- 白鹿岳

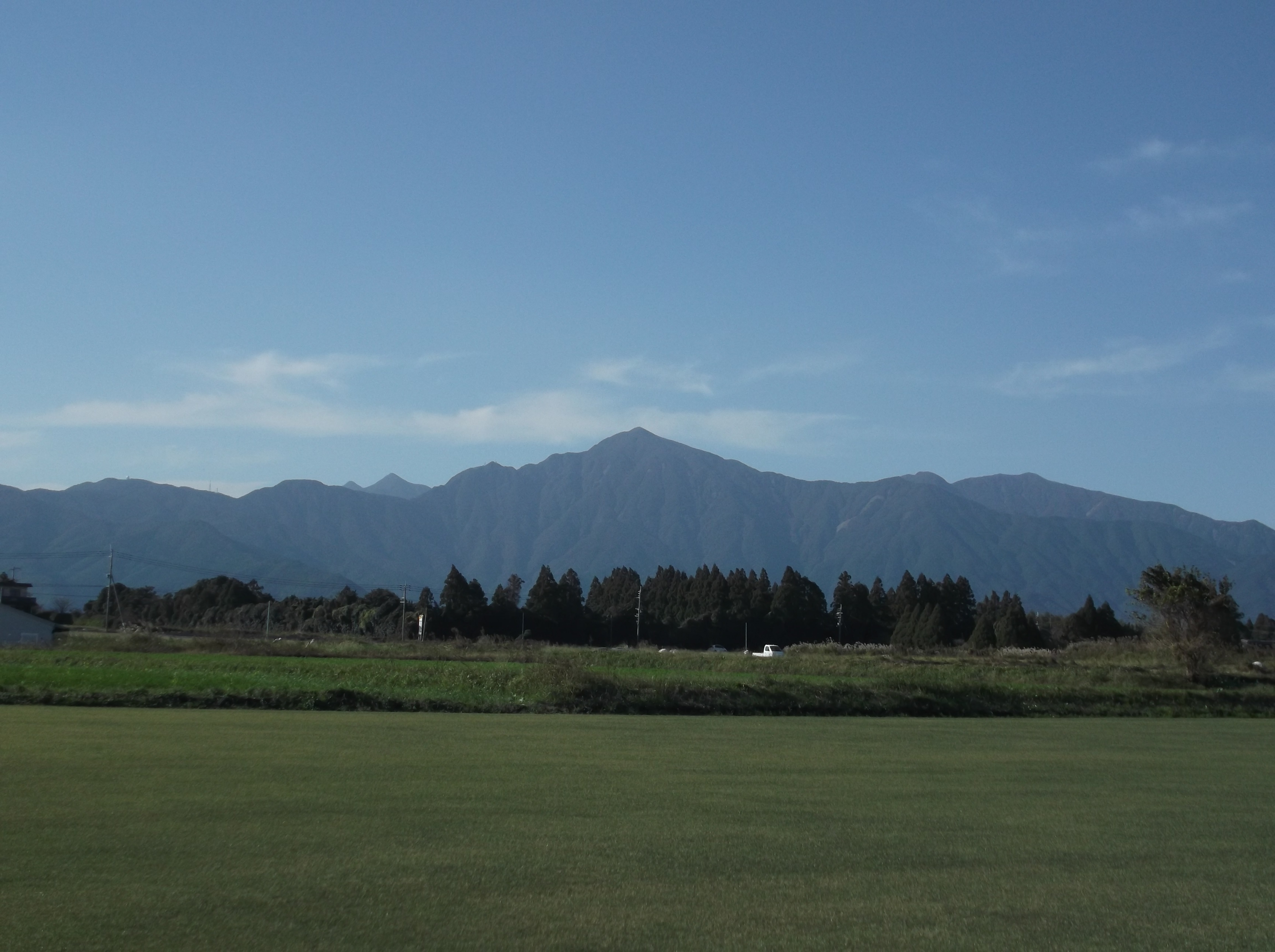
串良町から眺める高隈山
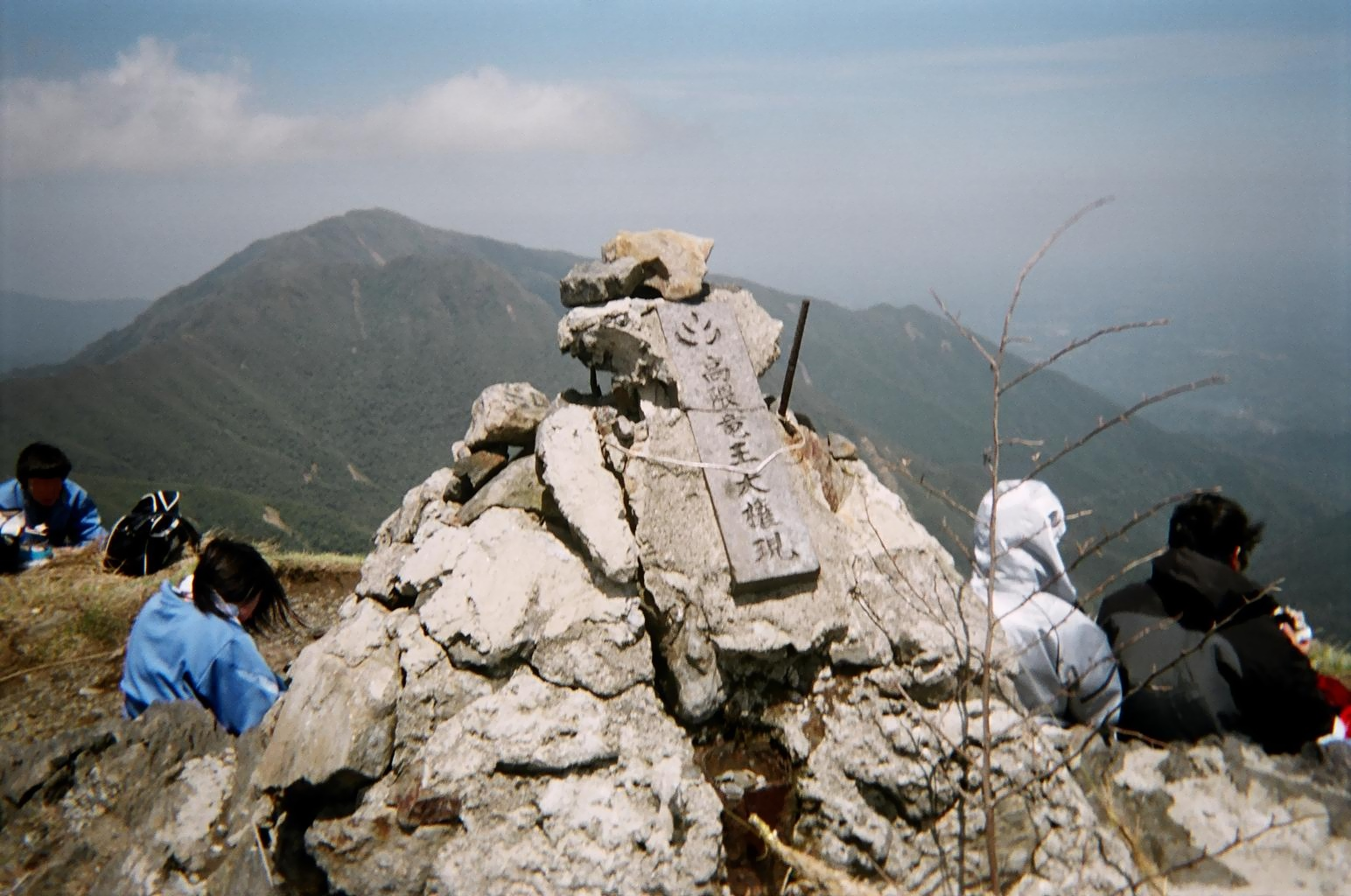
御岳山頂にある「高隈竜王大権現」
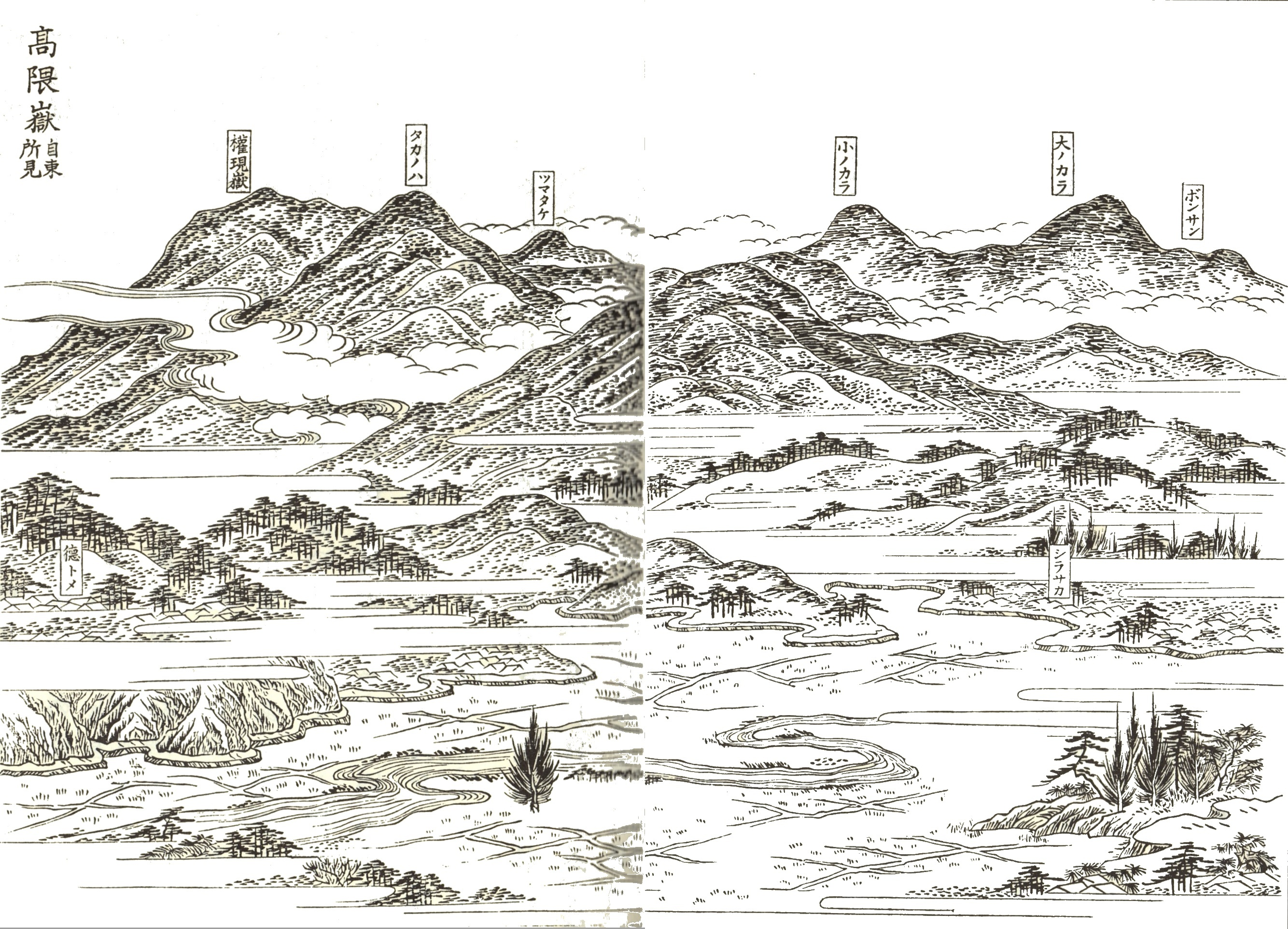
鹿屋市高隈地区からの眺望（三国名勝図会、19世紀）

## ギャラリー

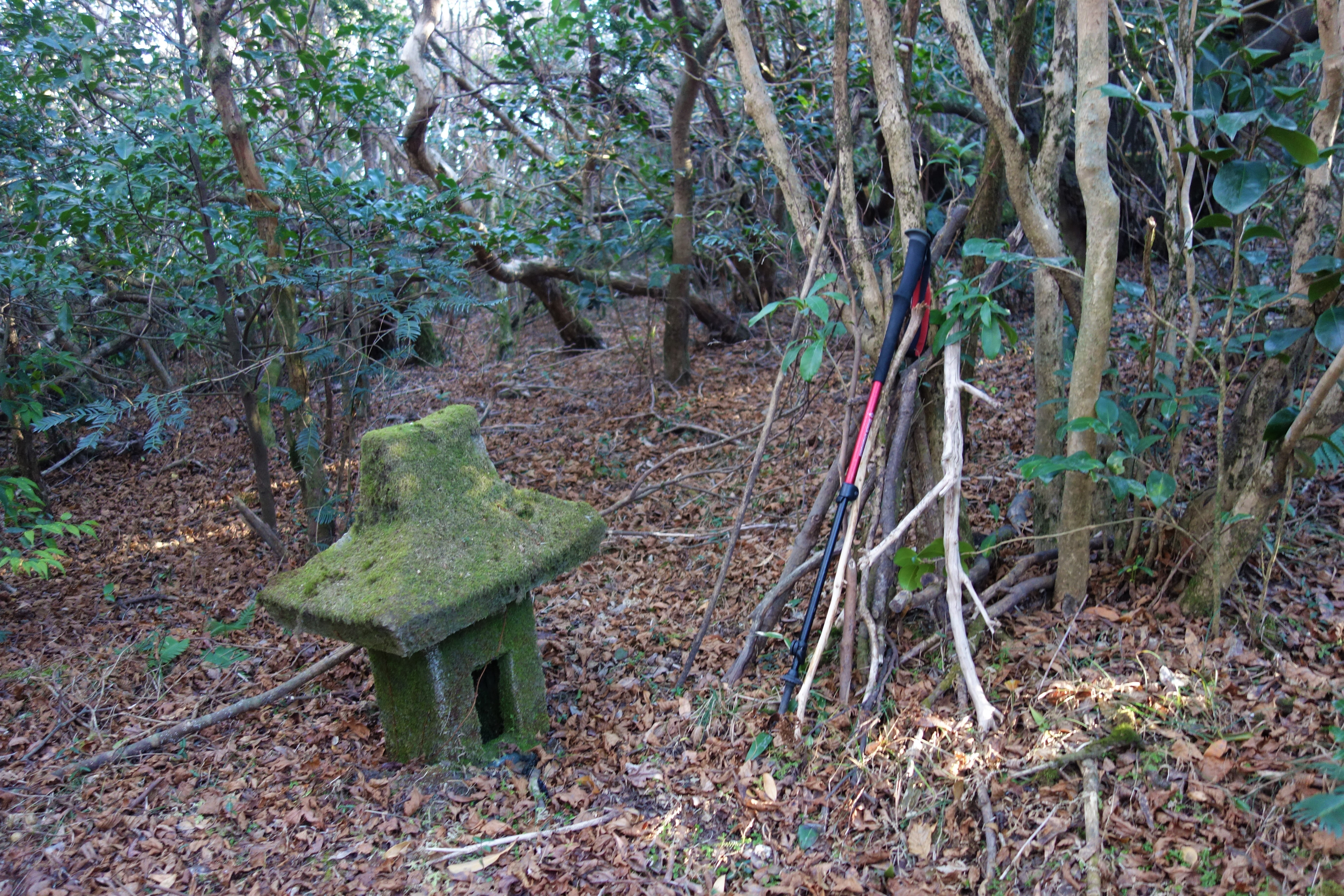
杖捨祠（高隈山）
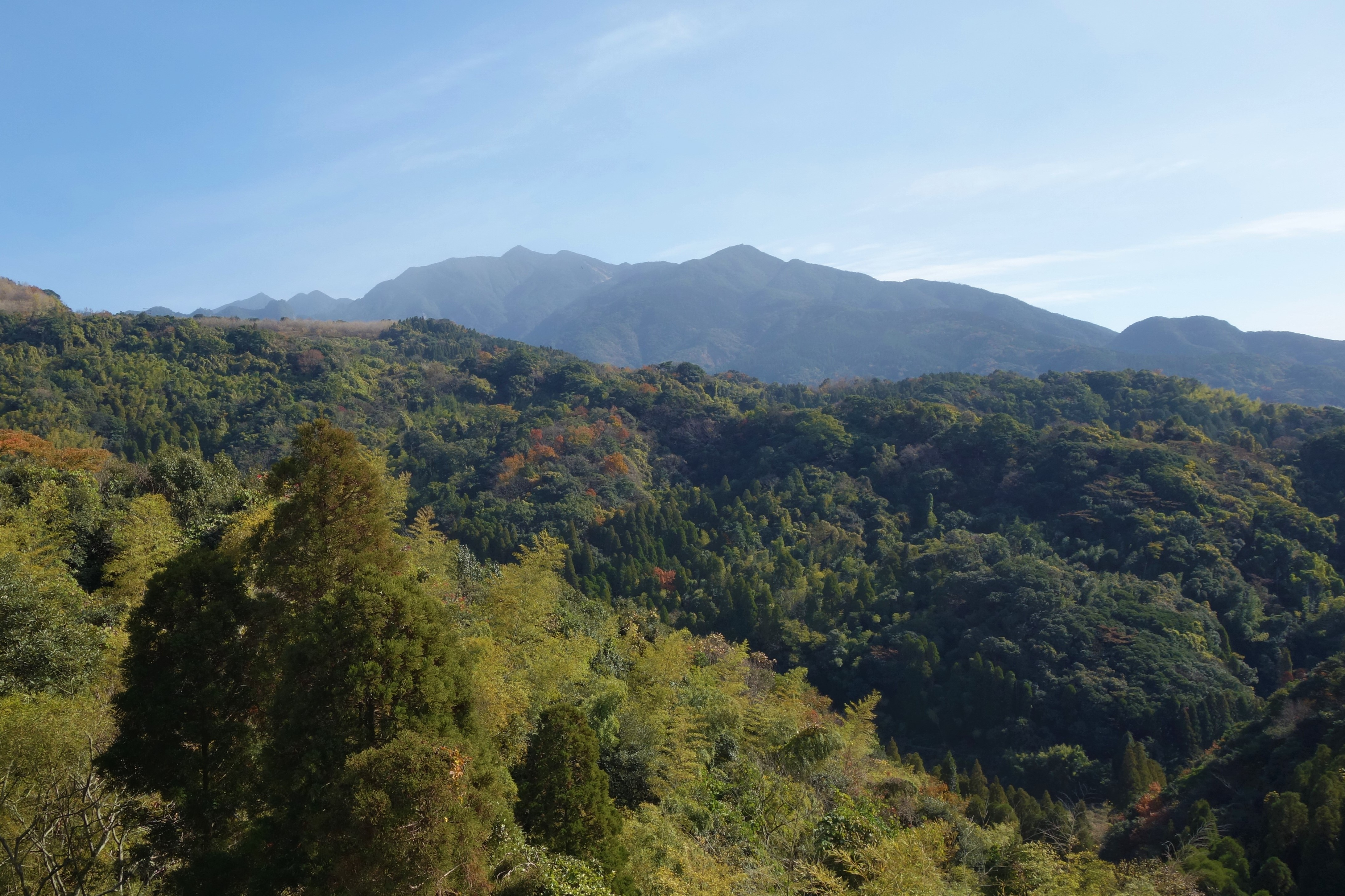
山麓から眺めた高隈山
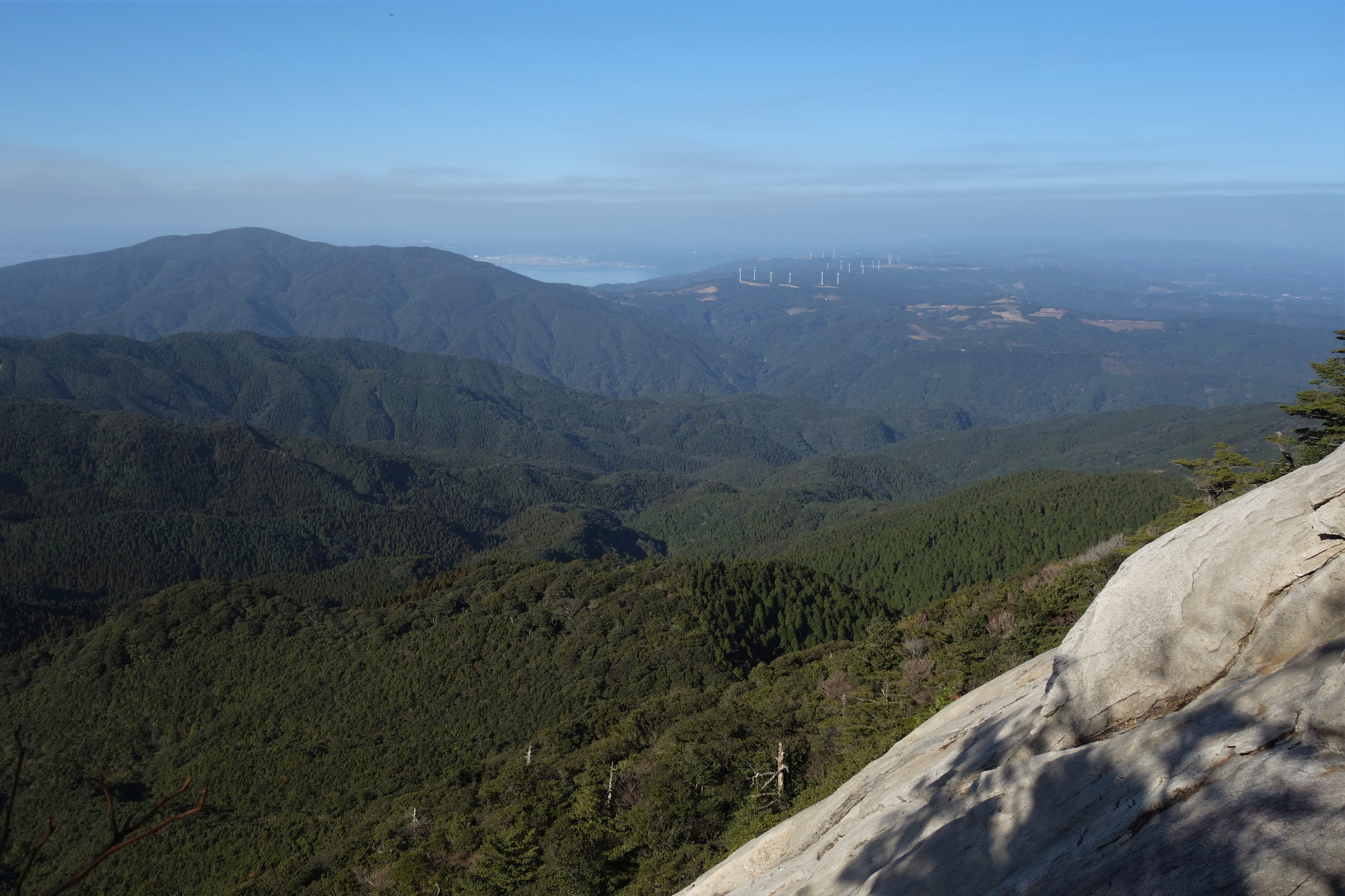
高隈山５合目の景色
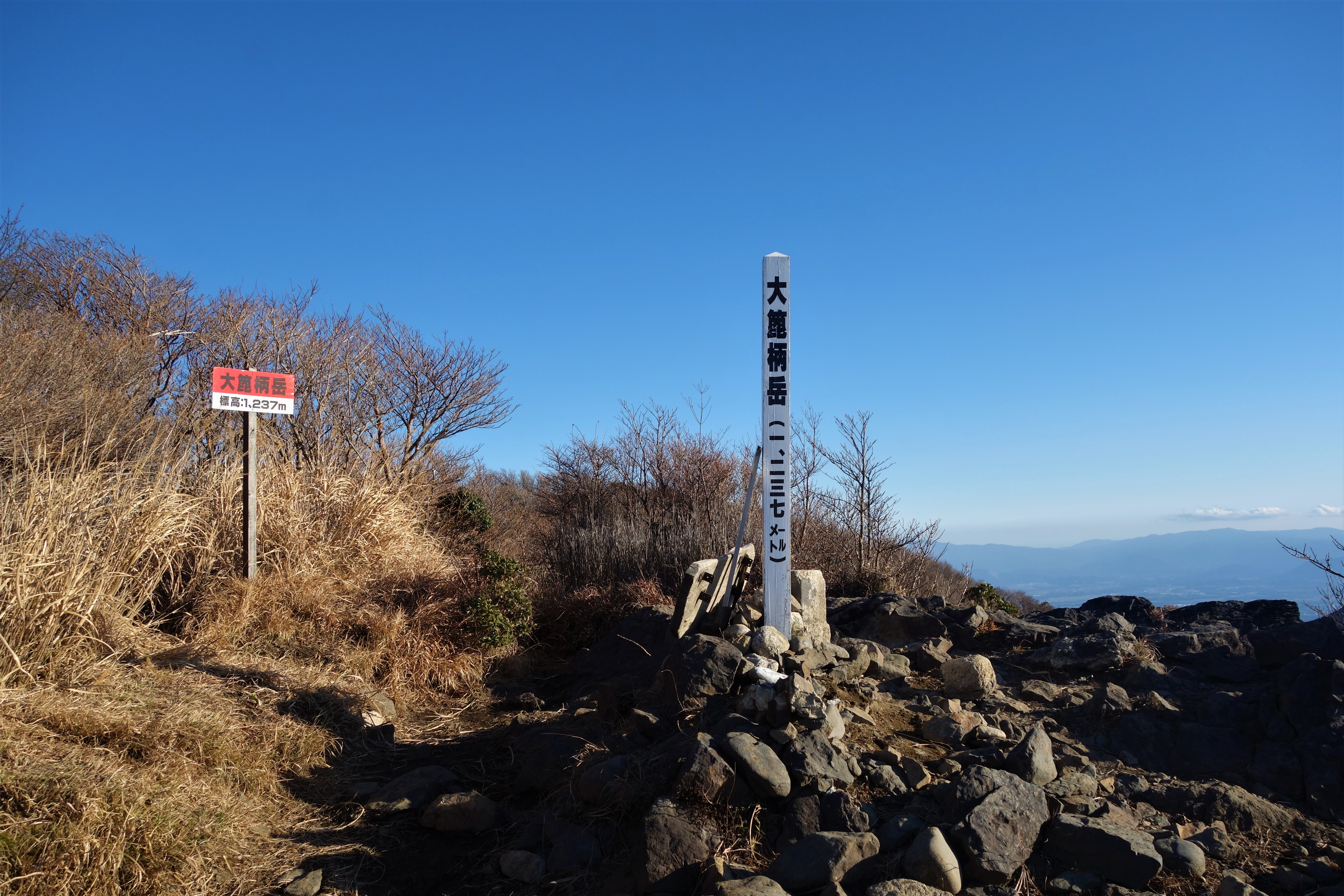
大箆柄岳山頂
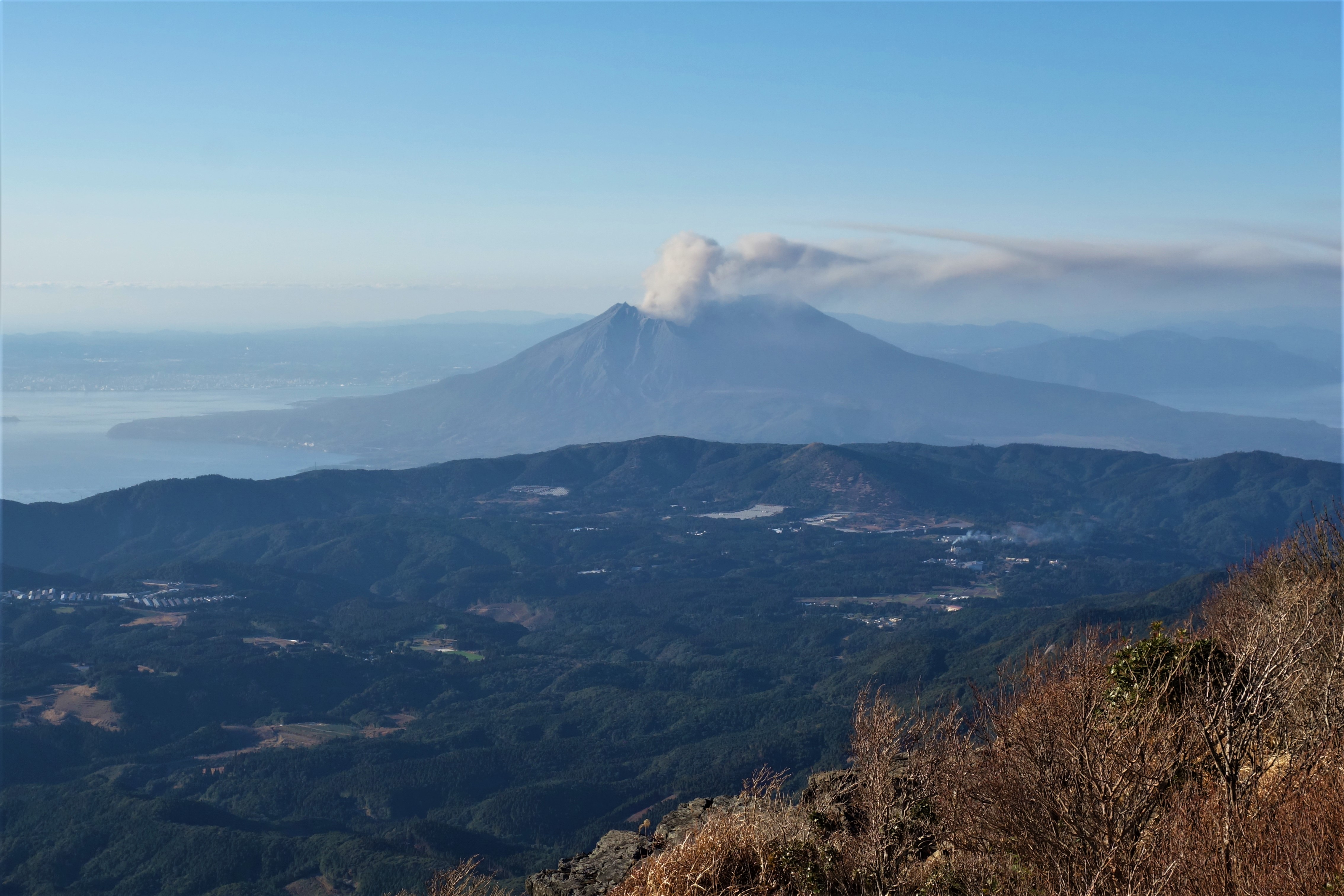
高隈山からの桜島
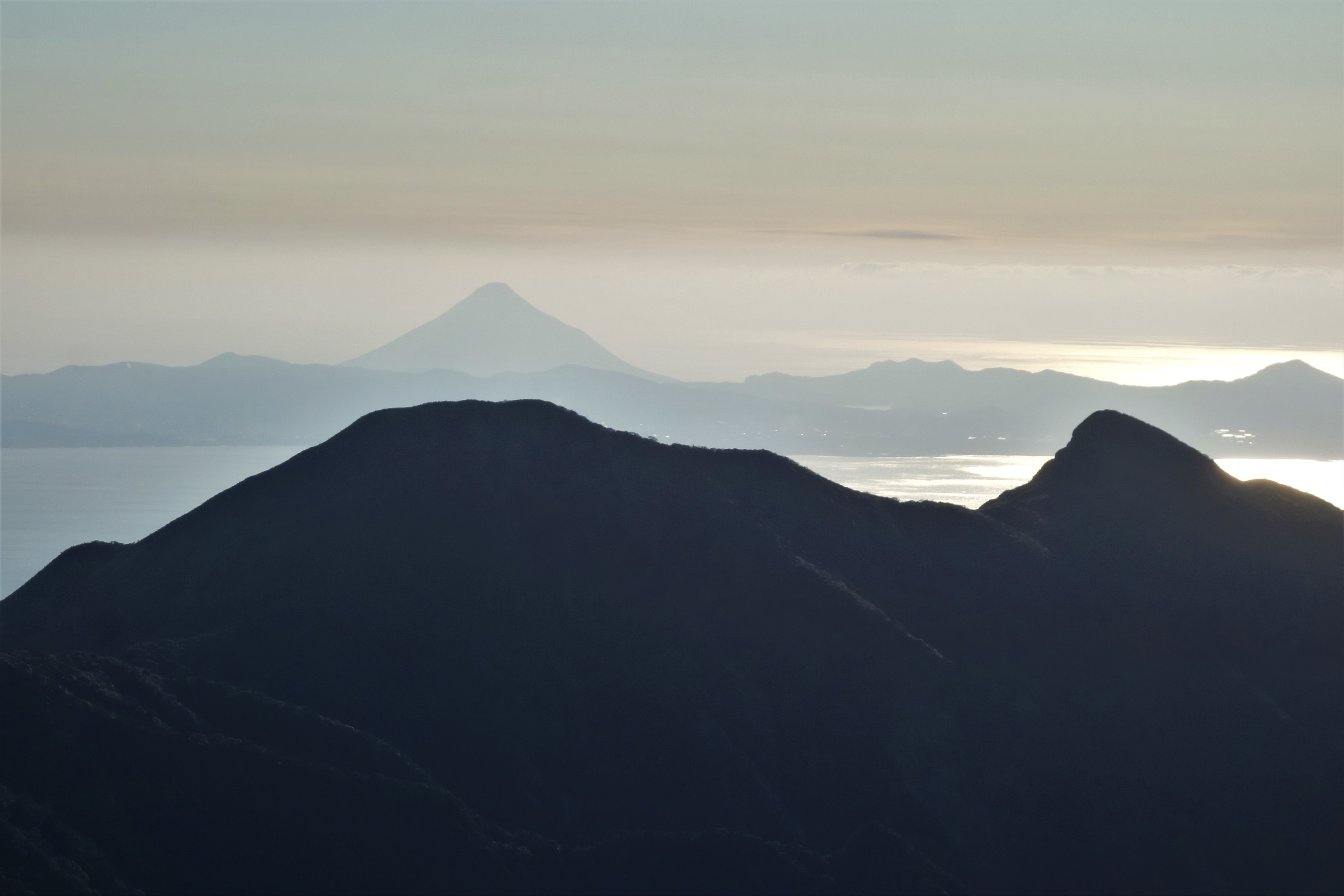
高隈山から望む開聞岳